# Колдершток

Схема роботи колдерштока

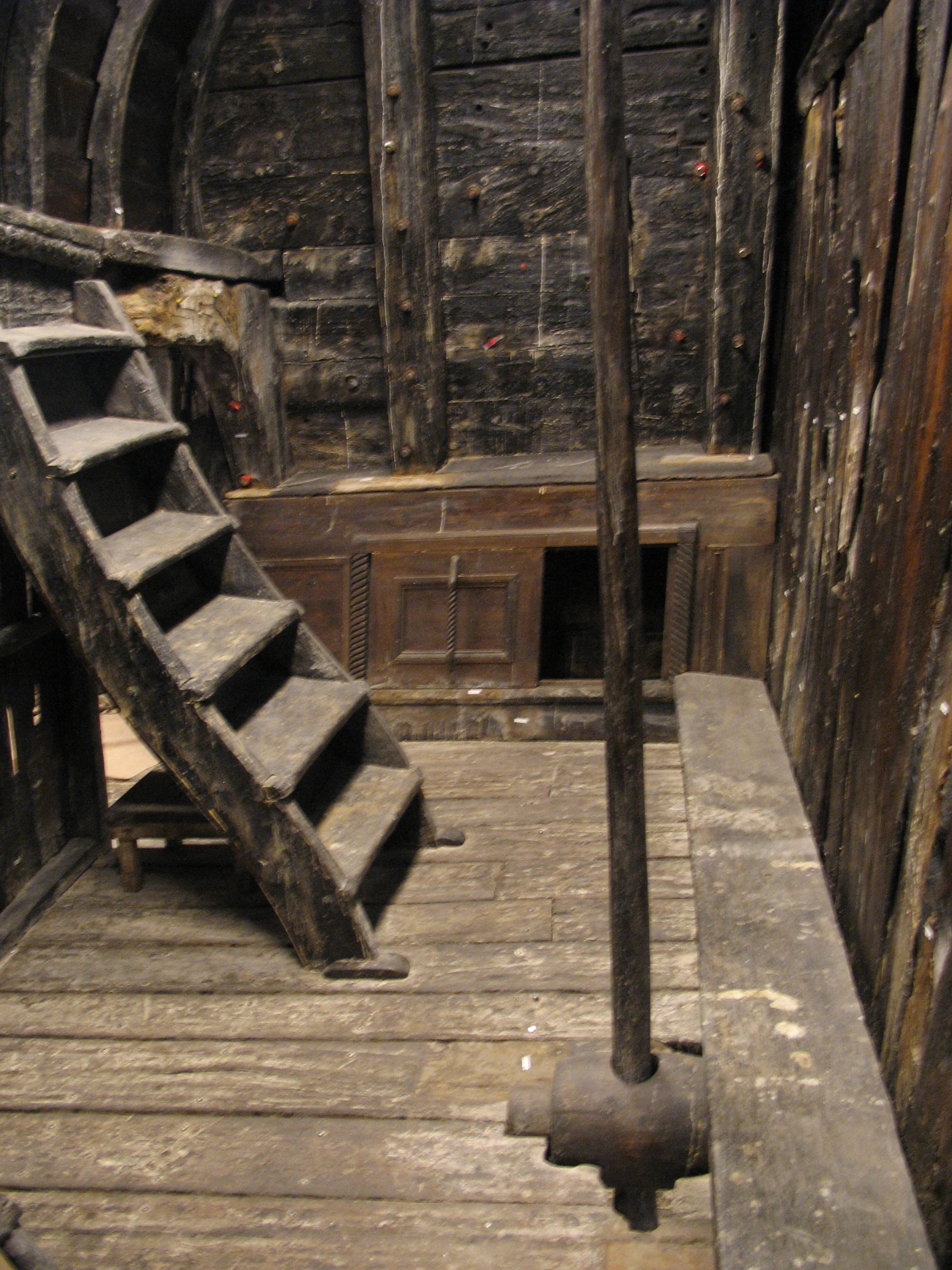
Верхня частина колдерштока на «Вазі».

Колдершток (нім. Kolderstock) — прилад на суднах XVI—XVII століть для повертання румпеля. Полегшував роботу стернового і передував появі штурвала.
Являв собою вертикальний важіль, з'єднаний з кінцем румпеля. При нахиленні колдерштока нижня його частина повертала румпель, а разом з ним і перо стерна.
Типова будова: залізний вертлюг-бейфут закріплявся на передньому кінці румпеля; а поверх нього — металеве кільце, що фіксувалось стрижнем; кільце приєднувалось до довгої тонкої жердини (власно колдерштока). Жердина з'єднувала румпель зі стерновим, що стояв однією чи кількома палубами вище через вісь повороту важеля (що описувалась так: «та кругла дерев'яна чи залізна деталь, у якій ходить колдершток і яка може обертатися, уможливлюючи перекладати колдершток з боку в бік з більшою легкістю»):С. 173. Сам стерновий стояв, як правило, не на верхній палубі, але стежив за курсом через маленький ілюмінатор, порт чи люк у палубі над собою. Для того, щоб повернути судно на лівий борт, стерновий тягнув верхній кінець колдерштока ліворуч, штовхаючи тим самим нижній кінець управо; а щоб повернути на правий борт, він тягнув верхній кінець праворуч, штовхаючи низ колдерштока уліво. При такому способі повертання румпель міг відхилятися убік на близько 20°, хоча більш імовірним уявляється кут від 5° до 10°. Сам румпель покоївся на дуже міцній горизонтальній дерев'яній балці, окутій металом і змащеній милом і салом з метою зменшити тертя.
Використовування колдерштока накладало значне обмеження на ступінь відхилення румпеля від поздовжньої осі судна (не більш ніж 15° в обидва боки:С. 174) і вимушувало стернового керувати судном з вкрай обмеженим вітрилами оглядом, іноді узалежнюючи його від команд спеціального заднього спостерігача. Якщо був потрібний більший градус відхилення румпеля, застосовувалися спеціальні румпель-талі.
Після появи штурвала колдершток ще довго залишався на суднах. В англійських виданнях середини XVIII ст. згадуються обидва пристрої, на іспанському флоті штурвал витіснив колдершток тільки ближче до початку XIX століття.

## Галерея

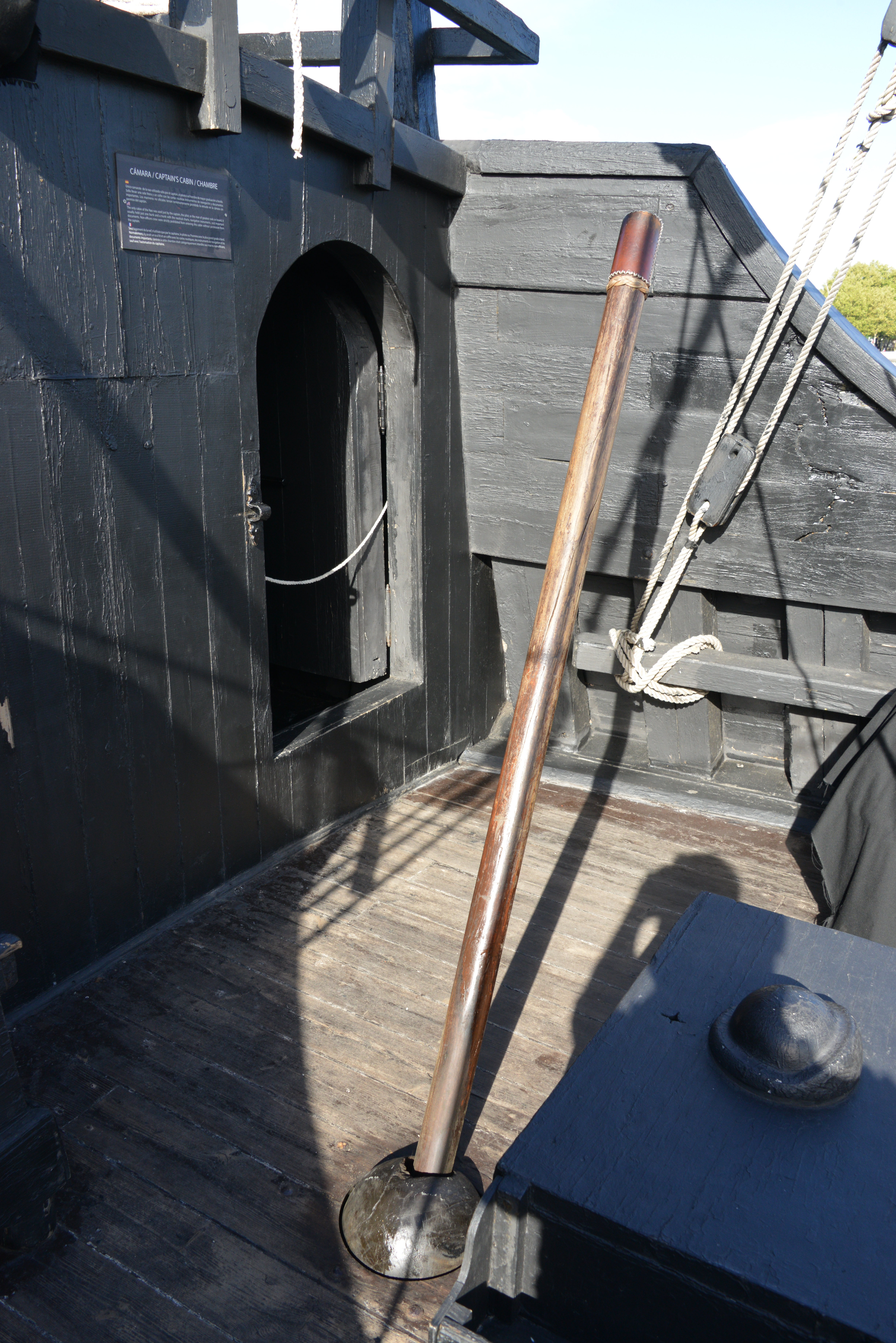
Колдершток (реконструкція караки Victoria)
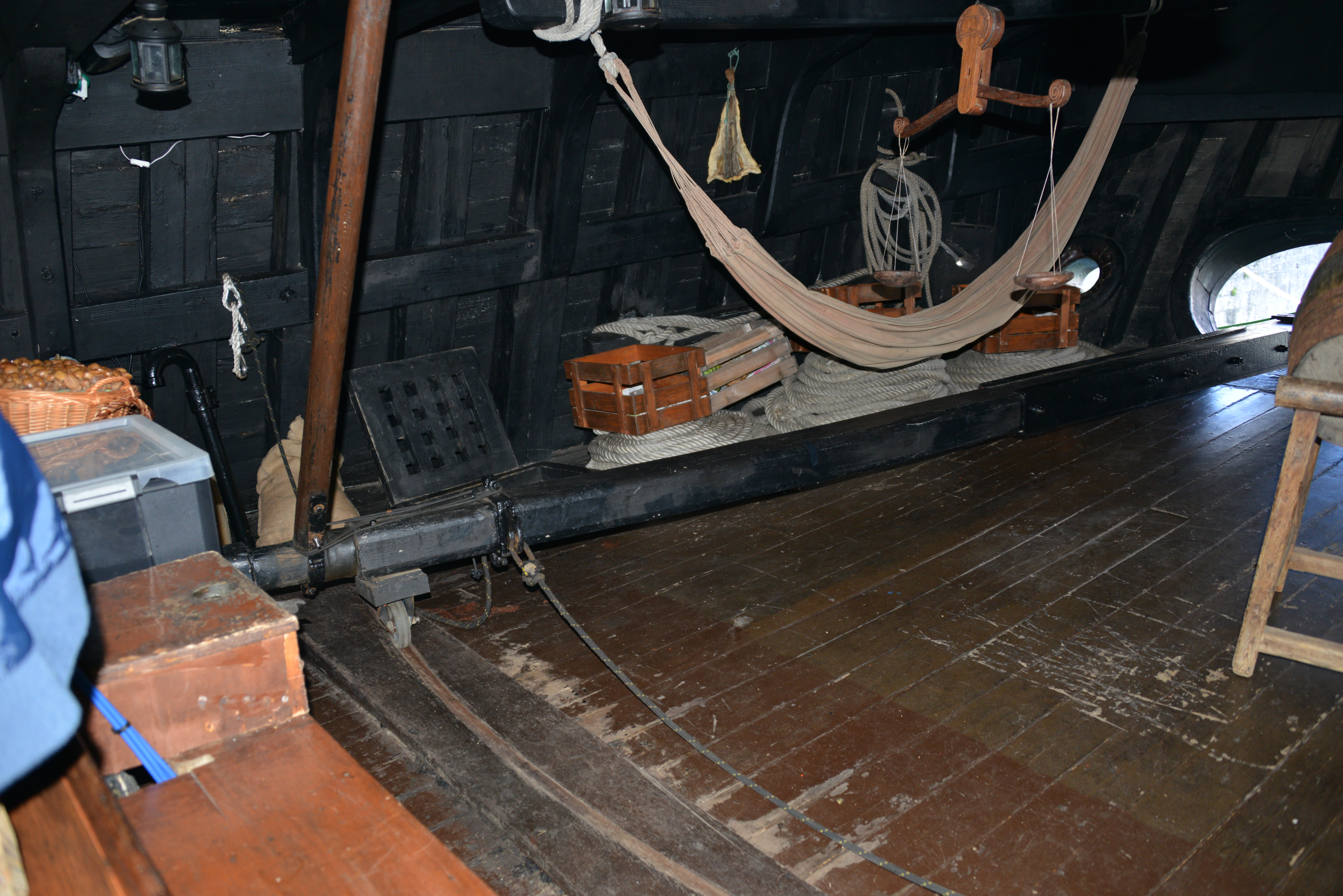
З'єднання колдерштока з румпелем (реконструкція караки Victoria)
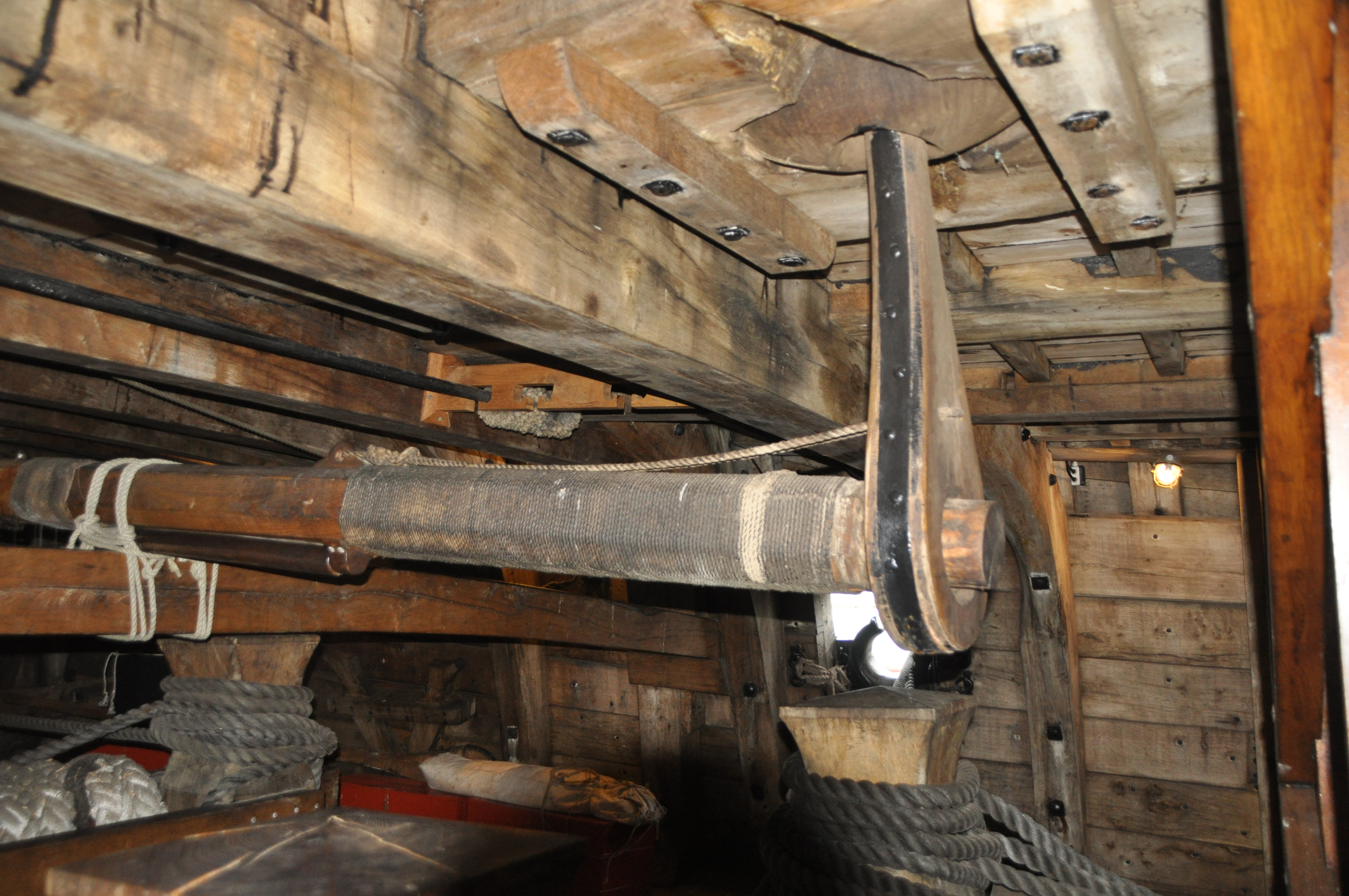
З'єднання колдерштока з румпелем (реконструкція галеона Batavia)
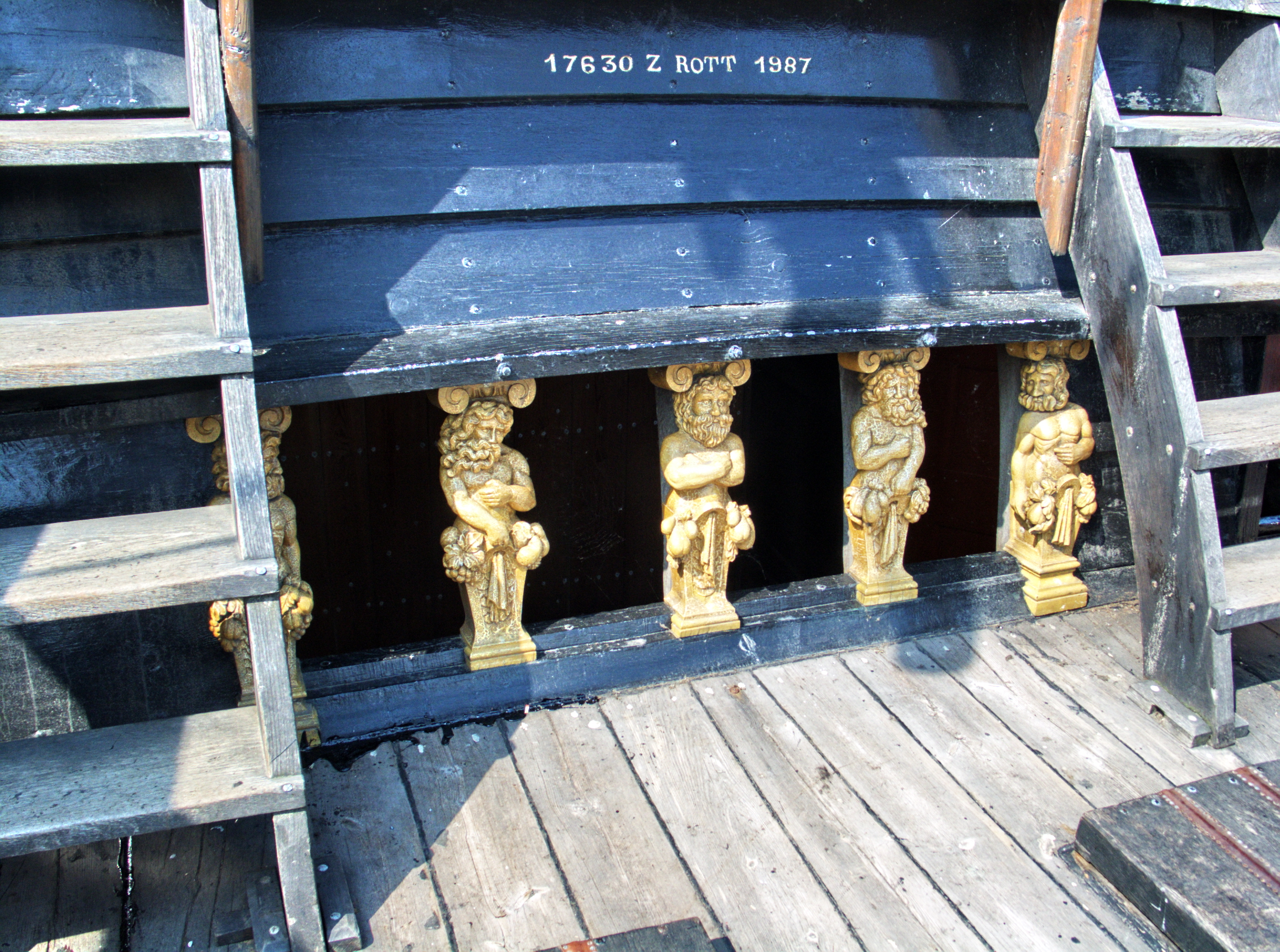
Порти для стернового під палубою шканців (реконструкція галеона Batavia)